# Kristina Klebe

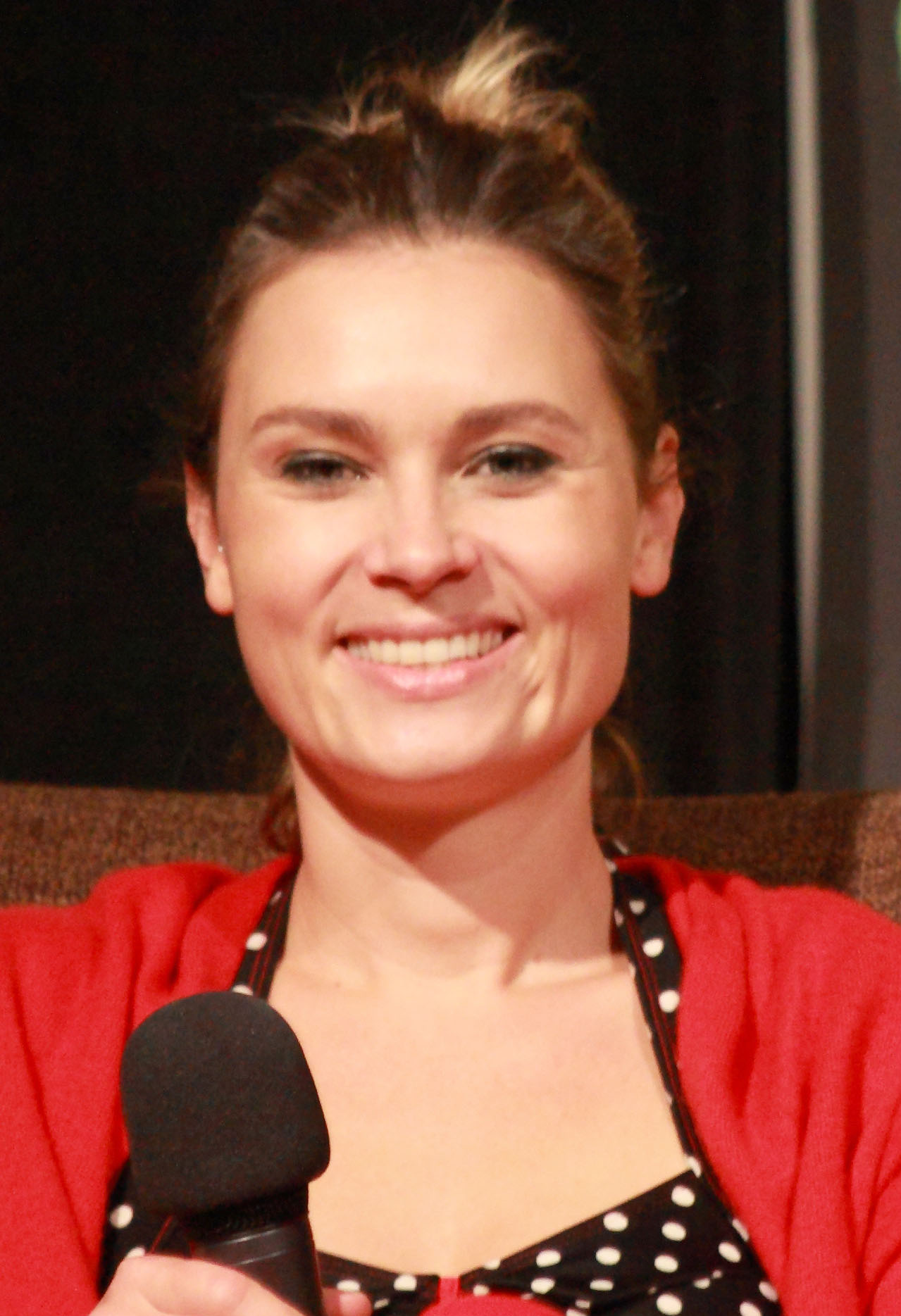
Kristina Klebe (2014)

Kristina Klebe (* 1979 in New York City, New York, Vereinigte Staaten) ist eine deutsch-amerikanische Schauspielerin.

## Leben

### Familie und Ausbildung
Kristina Klebe wurde als Tochter deutscher Einwanderer in New York geboren. Sie wuchs in New York auf, wo sie auch die High School besuchte, lebte jedoch als Kind und Teenager mit ihrer Familie auch in Deutschland, Frankreich und Italien. Sie ist eine Nichte des französischen Schauspielers Pierre Brice. Mit 15 Jahren ging sie für sechs Monate als Austauschschülerin nach Aix-en-Provence. Mit Eintritt ihrer Volljährigkeit arbeitete sie als Praktikantin bei einer Filmverleihfirma in Paris.
Sie studierte am Dartmouth College (Politikwissenschaften und Theater/Film), an der NYU Tisch School of the Arts (Schreiben und Regie) und Theaterwissenschaften am National Theater Institute des Eugene O’Neill National Theatre Center in Waterford, Connecticut. Während ihres Studiums verbrachte sie, als sie 20 Jahre alt war, ein Auslandsjahr in Siena.

### Anfänge am Theater
Klebe kam, inspiriert durch ihre deutsche Familie und ihren Onkel Pierre Brice, bereits früh zur Schauspielerei. Mit 14 Jahren trat sie an einer Off-Broadway-Bühne in New York auf. Ihre Karriere als professionelle Schauspielerin begann ebenfalls an verschiedenen New Yorker Off-Broadway-Bühnen (Jean Cocteau Repertory Theater, Underwood Theater, 59E59, NY Theater Workshop, The Public Theater), wo sie zwischen 2003 und 2007 in verschiedenen Produktionen auftrat und klassische Theaterrollen wie Julia in Romeo und Julia, Beatrice in Der Diener zweier Herren und Dorimène in Der Bürger als Edelmann spielte.

### Film und Fernsehen
2004 begann sie in den USA ihre Filmkarriere mit ersten Rollen mit Regisseuren wie Spike Lee, Griffin Dunne und Rob Zombie, in dessen Halloween-Neuverfilmung von 2007 sie als Lynda mitwirkte.
In dem beim Toronto International Film Festival gezeigten Horrorthriller Proxy (2013), mit filmischen Anspielungen auf Rosemaries Baby, spielte sie Anika Barön, die lesbische Geliebte der weiblichen Hauptfigur Esther, die sie überfallen und das Kind in ihrem Bauch getötet hat. Eine Hauptrolle hatte sie auch in der von der Kritik der New York Times gelobten Kino-Produktion Dementia. In Don’t Kill It (2016) spielte sie mit Dolph Lundgren. In dem US-amerikanischen Fantasy-Film Hellboy – Call of Darkness  von Neil Marshall, der im April 2019 in die US-amerikanischen und deutschen Kinos kam, verkörpert sie die Regisseurin Leni Riefenstahl.
Außerdem stand sie in den USA für TV-Serien wie Law & Order, Criminal Minds, CSI: Miami und Navy CIS vor der Kamera.

### Deutschsprachige Produktionen
Regelmäßig wirkt Klebe, neben ihrer Tätigkeit in den USA, auch in deutschsprachigen Kino- und TV-Produktionen mit.
2011 übernahm sie neben Rudolf Martin, Fabian Stumm, Ben Bela Böhm und Janina Elkin eine Hauptrolle in dem Spielfilm Bela Kiss: Prologue von Lucien Förstner, einem Horror-Thriller über den ungarischen Serienmörder Béla Kiss, der im Januar 2013 in die Kinos kam.
Für ihre Rolle in der Franz-Kafka-Verfilmung Der Bau (2014) mit Axel Prahl, Devid Striesow und Robert Stadlober wurde sie als beste deutsche Schauspielerin beim Jupiter-Award 2016 nominiert.
Mehrfach spielte sie sie der ZDF-Fernsehreihe Katie Fforde mit, wo sie u. a. neben Harald Krassnitzer, Gesine Cukrowski und Regula Grauwiller zu sehen war.
In der zweiten und dritten Staffel der ZDF-Serie Professor T. (2018–2019) spielte Kristina Klebe in einer durchgehenden Serienhauptrolle die Psychologin Josephine Delius, die sich zur Gegenspielerin des Professors Thalheim entwickelt. In der 5. Staffel der ZDF-Serie Dr. Klein (2019) übernahm Klebe eine Gastrolle als Vero von Walden, die frühere Freundin von Dr. Kleins Lebensgefährten Volker Beier (Manou Lubowski).

### Privates
In ihrer Jugend war Klebe als Turnierreiterin aktiv und trainierte ihr eigenes Pferd. Ihr Hobby gab sie später zugunsten der Schauspielerei auf. Sie engagiert sich seit vielen Jahren für die Hilfsorganisation French-American Aid for Children. Außerdem unterstützt sie als Freiwillige und mit Pflegschaften die Tierschutzorganisationen Best Friends Animal Society und Much Love Animal Rescue, um Heime für gerettete Tiere zu finden. Zu ihren Hobbys gehören Reiten, Tauchen, Schreiben, Reisen und Musik. Klebe ist außerdem ausgebildete Rettungstaucherin.
Klebe lebt in New York, München und zeitweise in Los Angeles.

## Filmografie (Auswahl)
- 2004: She hate me (Kinofilm)
- 2004: St. Angela (Fernsehserie, Folge 11x07 Kein Anfang ohne Abschied)
- 2005: Law & Order (Fernsehserie, Folge 16x03 Ghosts)
- 2007: Halloween (Kinofilm)
- 2008: Zufällig verheiratet (The Accidental Husband, Kinofilm)
- 2008: Public Interest (Kinofilm)
- 2008: Law & Order: New York (Fernsehserie, Folge 10x04 Lunacy)
- 2009: Apocalypse of the Living Dead (Kinofilm)
- 2009: Criminal Minds: Outfoxed (Fernsehserie, Folge 5x08 Outfoxed)
- 2010: CSI: Miami: L.A. (Fernsehserie, Folge 8x16 L.A.)
- 2011: Chillerama (Kinofilm)
- 2011: BreadCrumbs (Kinofilm)
- 2013: Bela Kiss: Prologue (Kinofilm)
- 2014: Nymph (Kinofilm)
- 2014: Proxy (Kinofilm)
- 2014: Kafkas Der Bau (Kinofilm)
- 2014: The Secret – Ein tödliches Geheimnis (Free Fall, Kinofilm)
- 2014: Katie Fforde: Geschenkte Jahre (Fernsehfilm)
- 2015: Tales of Halloween (Kinofilm)
- 2015: Dementia (Kinofilm)
- 2015: Agent X: Penultimatium (Fernsehserie, Folge 1x09 Penultimatum)
- 2016: Katie Fforde: Hexensommer (Fernsehfilm)
- 2016: The Demon Hunter (Don't Kill It, Kinofilm)
- 2017: Police State (Kinofilm)
- 2017: Navy CIS: Nonstop (Fernsehserie, Folge 14x14 Nonstop)
- 2018–2019: Professor T. (Fernsehserie, Serienhauptrolle)
- 2019: Dr. Klein (Fernsehserie, zwei Folgen)
- 2019: Hellboy – Call of Darkness (Hellboy, Kinofilm)
- 2020: I Am Fear
- 2020: Lucky
- 2023: Brooklyn 45
- 2024: Isla Monstro
- 2024: Barron's Cove
- 2024: S.W.A.T. (Fernsehserie, Folge 8x08 Left of Boom)

## Videospiel
- 2023: The Texas Chain Saw Massacre (Synchronisation)